# Umbrella
Vous lisez un « bon article » labellisé en 2012.
Pour l’article homonyme, voir Umbrella (chanson de Steve Angello).
Singles de Rihanna
Break It Off
(2007) Shut Up and Drive
(2007)
Singles par Jay-Z
Hollywood
(2007) 30 Something
(2007)
Umbrella (litt. « Parapluie ») est une chanson de l'artiste barbadienne de RnB Rihanna, accompagnée d'un couplet de rap par Jay-Z. La chanson est coécrite par The-Dream, Christopher Stewart, Kuk Harell et Jay-Z puis composée et réalisée par Stewart. Elle sort le 2 avril 2007, comme premier single de son troisième album studio, Good Girl Gone Bad.
La chanson rencontre un succès critique et commercial alors qu'elle devient numéro un des classements allemand, australien, canadien, irlandais, suédois, suisse, britannique, américain, et est déclarée troisième meilleure chanson de l'année 2007 par le magazine Rolling Stone.
En 2008, Umbrella a permis à Rihanna et Jay-Z de recevoir un Grammy Award dans la catégorie « Meilleure Collaboration de Rap ». Au Royaume-Uni, la chanson est l'une des plus diffusées à la radio dans les années 2000. Elle réussit à rester numéro un dans ce pays pendant dix semaines consécutives, un record pour un single de cette décennie. Umbrella a été reprise par de nombreux artistes et est devenue un succès zeitgeist dans la culture pop ; elle s'est vendue à plus 11 millions exemplaires.

## Genèse et écriture
Les auteurs et réalisateurs artistiques américains Christopher « Tricky » Stewart, Terius « The-Dream » Nash et Kuk Harrell se réunissent en janvier 2007 aux Triangle Studios basé à Atlanta pour créer de nouvelles compositions. Stewart trouve dans le logiciel de musique gratuite GarageBand de son ordinateur Macintosh le son d'un charleston qu'il trouve « formidable ». Attiré par cette sonorité, Nash demande à Stewart de quoi il s'agit. Stewart incorpore des accords sur le charleston, et les paroles lui viennent rapidement. Il entre donc dans la cabine d'enregistrement et commence à chanter. Nash écrit les deux premiers couplets et le refrain sur ce que vient de composer Stewart. Ils écrivent rapidement les paroles, complétant ainsi le premier couplet en 60 secondes. Ils continuent leur écriture, ajoutant le hook, tandis que Tricky fournit les accords suivants. En quelques heures, ils ont enregistré une démo de la musique,.
La chanson est écrite dans le but d'être proposée à la chanteuse américaine de musique pop Britney Spears, avec qui Stewart a déjà travaillé sur le titre Me Against the Music en 2003. Stewart et Nash pensent que Spears, qui a « sa vie privée… un peu hors de contrôle » à l'époque, a besoin d'un titre à succès pour effectuer son retour musical,. Spears travaille sur son cinquième album, Blackout, et les deux hommes envoient alors une copie de la démo à son manager. Toutefois, elle n'écoute pas la chanson car son label la refuse dès le début, affirmant qu'ils possèdent assez de titres pour son nouvel album.
À la suite de ce refus, Stewart et Nash font écouter la chanson à d'autres labels. Elle est notamment proposée au chanteur britannique de R&B Taio Cruz. Puis elle est choisie par le président de Island Def Jam Music Group, Antonio Reid, un ami de Stewart qui a créé son propre studio. Au début de février 2007, la démo est envoyée au bras-droit de Reid, Karen Kwak un A&R, qui transmet à Reid un message confirmant qu'ils ont trouvé une chanson adaptée pour la chanteuse Rihanna, qui travaille à l'époque sur son troisième album, Good Girl Gone Bad. Reid envoie immédiatement la démo à Rihanna, qui la trouve à son goût : « Quand la démo a commencé à être joué pour la première fois, j'ai aimé. C'est intéressant, c'est bizarre… Mais la chanson ne cesse de s'améliorer. Je l'ai écouté encore et encore. J'ai dit : « j'ai besoin de cet enregistrement. Je veux l'enregistrer demain » ».
Toutefois, depuis les Grammy Awards de 2007, Stewart et Nash suivent de près la chanteuse américaine de R&B Mary J. Blige pour une démo. Alors que la chanson est prévue pour Rihanna, Stewart en fait une démonstration à l'entourage de Blige qui la veut également. Ayant connaissance du rendez-vous des auteurs avec l'entourage de Blige, Kwak appelle immédiatement Stewart et son manager, Mark Stewart. Compte tenu des nominations de Blige aux Grammys, Stewart et Nash décide d'attendre sa décision. Mais Blige n'a pas entendu la chanson dans son intégralité en raison de ses obligations aux Grammys et, finalement, il finit l'enregistrement de son album avant même que son représentant accepte le titre,. Reid intervient pour négocier le rattachement de la chanson au projet de Rihanna avec Stewart ; il admet avoir fait une offre que les réalisateurs ne pouvaient pas refuser,. Mark Stewart cède la chanson à Reid, car l'album de Rihanna devrait être terminé quelques mois seulement après,.
Rihanna enregistre la chanson avec à la réalisation Thaddis « Kuk » Harell aux Westlake Recording Studios à Los Angeles. Stewart admet qu'il est alors réticent quant à savoir si Rihanna est la bonne artiste pour la chanson. Quant au hook, il en évalue favorablement le potentiel. Le rappeur de Def Jam, Jay-Z, souhaitant améliorer la chanson, y ajoute un rap sur le titre, mais à l'insu de Stewart et Nash. Stewart ne le comprend pas au début, avant de réaliser plus tard que c'était du « bon sens » par rapport à la première version de la chanson. Ce dernier note que « du point de vue d'un auteur-compositeur, il apporte un plus à la chanson, avec la métaphore sur les parapluies et le temps par rapport à ce qu'il y avait avant. »

## Musique et paroles
Umbrella est une chanson de style pop, RnB contemporain et hip-hop. L'instrumentation est composée de nombreux synthétiseurs, utilisés notamment pour générer la ligne de basse. Le rythme de la chanson, largement fondé sur une syncope de charleston provient de la boucle de batterie  Vintage Fun Kit 03 du logiciel musical d'Apple GarageBand, ralentie pour l'occasion de ses 120 bpm originaux à 87 bpm, comme le souligne un article d'Entertainment Weekly. Le magazine remarque la même boucle de batterie dans le remix de Maurice Joshua, sur la chanson de George Michael : Faith. La chanson est écrite dans une tonalité en Si bémol mineur.
Les paroles de la chanson sont écrites dans une forme couplet-refrain. La chanson s'ouvre avec un couplet de rap interprété par Jay-Z. Le couplet est suivi par le hook, composé de la fin du mot « umbrella » avec les syllabes « ella » répétées plusieurs fois jusqu'à la fin du refrain. Un pont suit le deuxième hook et la chanson finit dans un fondu.

## Accueil

### Sortie du single et accueil critique
Umbrella sort dans le monde entier le 29 mars 2007, débutant sur le site Def Jam de Rihanna,. La sortie numérique au Royaume-Uni date du 14 mai 2007, sa sortie en single une semaine plus tard. Une version acoustique de la chanson avec un nouvel arrangement sort plus tard comme piste bonus de Good Girl Gone Bad sur l'iTunes Store.
Umbrella reçoit généralement de bonnes critiques de la presse. Andy Kellman d'AllMusic considère qu'Umbrella est, au jour de la sortie de la chanson, la meilleure de Rihanna. Le phrasé sans ferveur de sa voix est convaincant pour Kellman. Pour Alex Macpherson du magazine britannique, The Guardian, Umbrella est une « évidence » que « le travail acharné de Rihanna paye », ajoutant qu'elle « offre une prestation passionnée du genre « nous-contre-le-monde ». » Tom Breihan de Pitchfork, bien que complimentant la réalisation, trouve désagréable la voix de Rihanna qui tente de combler les vides laissés par le rythme, et ajoute que la chanson n'est pas convaincante comme évènement pop, en raison de « la froideur de Rihanna » et à son interprétation « clinique » de paroles réconfortantes.
La chanson permet à Rihanna de recevoir plusieurs prix et nominations. Elle est nommée au Teen Choice Awards 2007 pour le Choice Music: Single. En 2008, Umbrella permet à Rihanna et Jay-Z de gagner un Grammy Award pour la meilleure collaboration de rap/chant et d'autres nominations pour l'enregistrement de l'année et la chanson de l'année,.
Umbrella a également été honorée par la presse. La chanson est listée à la troisième place des 100 meilleures chansons de 2007 du magazine Rolling Stone. Le magazine Time la situe également à la troisième place des dix meilleures chansons de 2007. La chanson est positionnée au premier rang de la liste d'Entertainment Weekly des dix meilleurs singles de 2007, alors en tête du scrutin du magazine pour le meilleur single de l'année. Les lecteurs de Blender la nomme chanson de l'année dans un sondage. La presse musicale considère Umbrella comme la chanson de l'été 2007,,, tandis que la journaliste Kelefa Sanneh du New York Times la juge « la chanson pop type de 2007 ». En 2009, Pitchfork place la chanson au numéro 25 des 500 pistes de la décennie. Entertainment Weekly la met dans leur liste best of de la fin de la décennie, en disant qu'en « 2007, Rihanna nous a tous fait chanter sous la pluie ». Sur une version de leur « 500 plus grandes chansons de tous les temps », Rolling Stone liste Umbrella à la 412e position, faisant de Rihanna l'une des plus jeunes artistes présentes dans ce classement.

### Performance dans les hits-parades

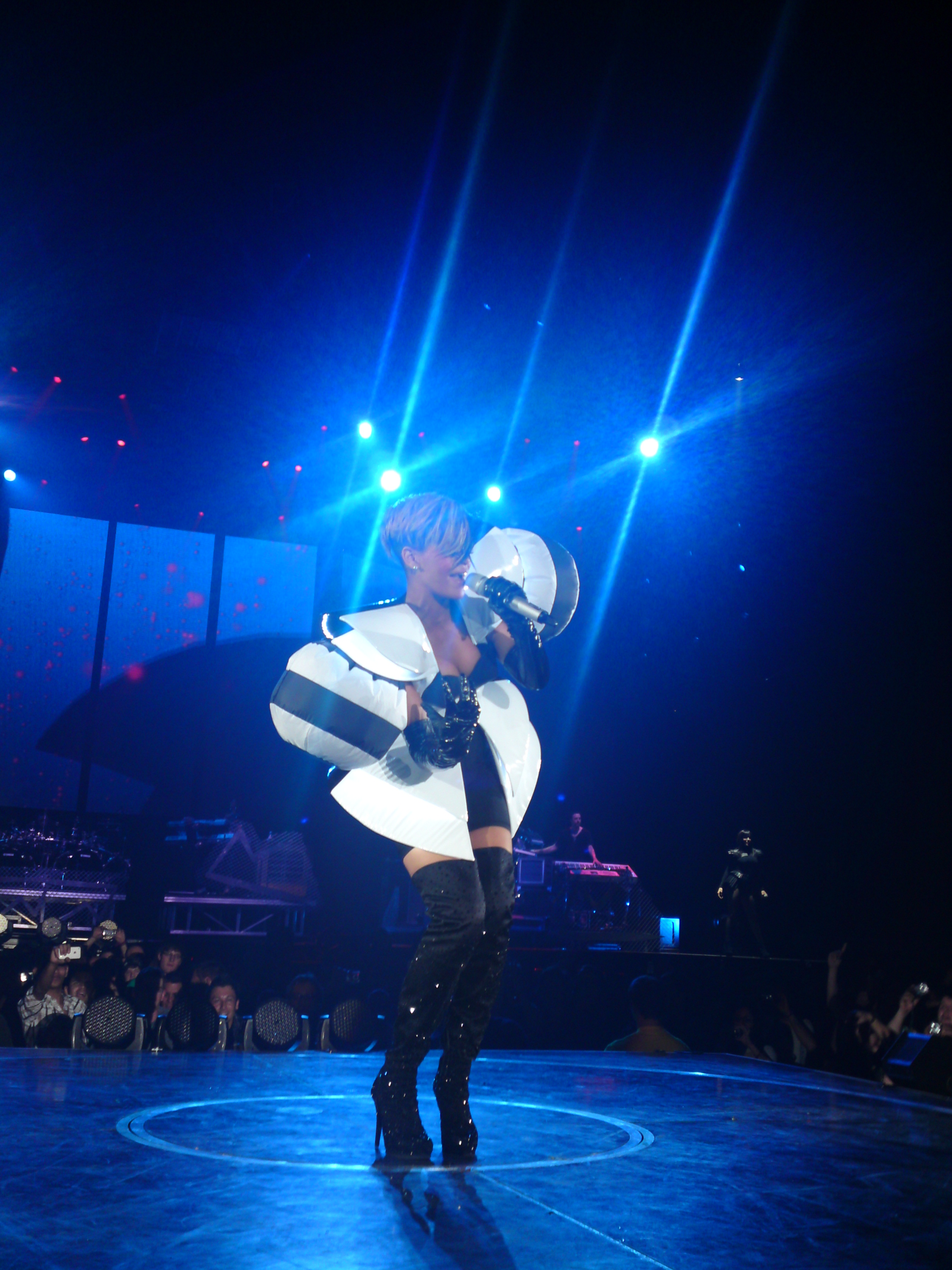
Rihanna en train d'interpréter Umbrella à Zurich lors du Last Girl on Earth Tour (2010).

Le single se positionne dans de nombreux top 10 et top 5 des classements du monde entier. À sa sortie, Umbrella réussit la meilleure entrée depuis l'existence d'iTunes, battant le record précédemment tenu par Hips Don't Lie de Shakira et Wyclef Jean. En tant que single numérique, Umbrella est en tête du classement d'iTunes Store dans 17 pays différents dans le monde.
Umbrella est un succès commercial aux États-Unis. Dans le magazine Billboard du 9 juin 2007, Umbrella progresse du numéro 42 au numéro un du Billboard Hot 100 et les ventes numériques du single la première semaine s'élèvent à plus de 277 000 unités. Le single devient l'un des plus importants débuts aux États-Unis depuis que Nielsen SoundScan commence à suivre les téléchargements en 2003.
Umbrella est le second numéro un de Rihanna après SOS, qui est également reconnu pour son avancée spectaculaire dans le Hot 100, en en occupant la première place des ventes numériques. Soutenu par cette progression importante,, et empêchant Party Like a Rockstar du groupe américain Shop Boyz de la devancer dans le classement, Umbrella passe sept semaines consécutives en première position du Hot 100, jusqu'à ce qu'elle soit remplacée par Hey There Delilah de Plain White T's. Dans le classement Billboard de l'année 2007, Umbrella est au second rang ; elle est située juste derrière Irreplaceable de Beyoncé Knowles. La chanson débute numéro un au Canada, devenant la première à atteindre la tête du classement récent Canadian Hot 100, un classement canadien issue du magazine Billboard, similaire au Billboard Hot 100.
Le single réalise, au Royaume-Uni un record dans l'UK Singles Chart. La chanson commence première du classement des ventes numériques, devenant le premier numéro un de Rihanna dans le pays. Durant la quatrième semaine de présence dans le classement, elle récompense Rihanna au Royaume-Uni quand le single mènent simultanément l'UK Singles Chart et l'UK Albums Chart. Étant restée neuf semaines à la première place, elle bat le record de la chanson Crazy du groupe américain de Gnarls Barkley, qui était resté le plus long numéro un de la décennie. Umbrella demeure finalement dix semaines en tête du classement britannique, devenant le single étant resté le plus longtemps numéro un au XXIe siècle. Rihanna devient la septième artiste dans l'histoire du classement britannique dont un single est resté dix semaines à la première place.
À la fin de l'année 2008, Umbrella s'est vendu à 600 000 unités, il est le single le mieux vendu à ce jour et le deuxième en 2008 au Royaume-Uni, juste derrière Bleeding Love de Leona Lewis. Elle est certifiée disque de platine par la British Phonographic Industry (BPI) le 12 décembre 2008. Au total, Umbrella passe 71 semaines dans l'UK Singles Chart et reste dans le top 100 pendant trois années consécutives. En 2007, elle est au premier rang, en 2008, elle est au dix-huitième et en 2009, elle est 99e. Elle est actuellement la huitième chanson la plus vendue du XXIe siècle au Royaume-Uni, et aussi la huitième collaboration la mieux vendue suivant les mêmes critères.
Comme pour le classement britannique, Umbrella obtient un succès similaire à travers l'Europe, atteignant la première position en Irlande, Pologne, Suède, Belgique, Autriche, Norvège, Italie, Portugal, Roumanie, Allemagne et spécialement en Espagne, où elle est quatre fois disque de platine pour la vente de 160 000 exemplaires, conservant cette place pendant cinq semaines consécutives. En Australie, Umbrella entre dans l'Australian ARIA Singles Chart au premier rang et le reste pendant six semaines consécutives. Umbrella est certifiée platine en 2007 par l'Australian Recording Industry Association pour la vente de 70 000 copies et finit comme troisième meilleure single en 2007 en Australie,. Le single culmine numéro un en Nouvelle-Zélande et est le meilleur du pays en 2007. Au total, Umbrella est numéro un dans 18 des 29 pays où elle est sortie et le top 10 de chaque classement. La chanson a été téléchargée à 6,6 millions d'exemplaires et est l'un des singles les mieux vendus au monde.

## Clip vidéo
Alors que l'enregistrement de l'album n'est pas fini, des idées de clips pour les chansons sont imaginées. Rihanna demande au directeur de vidéoclip américain Chris Applebaum de lui envoyer « quelque chose » pour travailler dessus. Les représentants de Def Jam attendent le traitement d'Applebaum. En réponse, Applebaum présente rapidement une maquette pour la vidéo. L'une des premières idées est de peindre le corps de Rihanna en argent. Au début, Applebaum doute que Rihanna adhère à l'idée, mais sa « réponse positive » à la suite d'une lettre envoyée au directeur de l'artiste l'assure par la suite de son approbation. La maquilleuse Pamela Neal mélange une peinture argentée qui donne un regard spécial à Rihanna. Durant la session, la peinture est ré-appliquée entre les prises pour s'assurer que la chanteuse soit entièrement couverte. Le lieu de tournage est fermé à tous, excepté Rihanna, Applebaum et un assistant de caméra. Rihanna apporte ses propres idées pendant le tournage du clip, suggérant à Applebaum qu'elle puisse danser en pointes, une idée qu'il accepte. Ce dernier revient sur sa collaboration avec la chanteuse :

« Il y a de la grandeur en elle. Grandeur en tant qu'artiste, en tant que chanteuse, en tant que personne. Il y a quelque chose en elle qui est si inspirant, en tant qu'artiste, elle est inclassable. Vous ne pouvez pas dire qu'elle fait [strictement] du R&B ou de la pop. Elle est plus qu’un imprésario. [...] Cette scène [avec le body paint], je lui ai demandé comment elle [se sentirait] si elle était une statue grecque classique. Comme : « Veux-tu que les gens te trouvent sexy ? » Et j'ai écrit l'idée en pensant que nous avons besoin de redéfinir la façon dont les gens ont vu ce type de peinture et si elle pouvait devenir un personnage de ce qui n'est pas elle mais plus un alter ego... Je l'ai envoyée, et quelques jours plus tard, je l'ai eue au téléphone après qu'elle l'a vue et je lui ai demandé si elle était prête à y aller. »

— Chris Applebaum, MTV News
Le vidéoclip est disponible sur son site officiel dès le 26 avril 2007. Les téléchargements sont disponibles aux États-Unis seulement pour une durée limitée. La vidéo sort officiellement sur iTunes Store le 11 mai 2007 et reste numéro un pendant huit semaines. Le 1er mai 2007, Umbrella entre dans le MTV Total Request Life en dixième position avant de remporter la première place le 9 mai, et qu'elle conserve pendant quinze semaines, ce qui en fait le clip numéro un le plus long de 2007. La vidéo est très médiatisée par MTV durant le second semestre 2007 ; elle atteint les 8 000 diffusions, recevant une reconnaissance de platine aux MTV Platinum & Gold Video Awards. Le vidéoclip est nommé à quatre reprises aux MTV Video Music Awards de 2007 : « Meilleure vidéo féminine de l'année », « Vidéo de l'année », « Single « Monster » de l'année » et « Meilleure réalisation ». La vidéo est récompensée par les prix « Vidéo de l'année » et « Single « Monster » de l'année ».

## Reprises
Umbrella est reprise par plusieurs artistes notables de genres musicaux variés comme Manic Street Preachers, JLS, Bare Egil, Terra Naomi, Jamie Cullum, Mike Shinoda de Linkin Park, The Mint Chicks, McFly, Lillasyster, Plain White T's, Carrie Underwood, Keith Urban, OneRepublic, Sara Bareilles, Cláudia Leite, Mandy Moore, My Chemical Romance, Tegan and Sara, Amanda Palmer, Syesha Mercado, Natalie Gauci, The Veer Union, Carmen Costa, Illscarlett, All Time Low, Taylor Swift, Bentley Jones, le groupe Train et The Baseballs (seizième au classement suisse et premier au classement finlandais). La chanteuse Marié Digby enregistre une version acoustique d'Umbrella qui sort le 3 août 2007 comme premier single de Start Here EP et est incluse comme dernière piste de son premier album Unfold. Le groupe rock écossais Biffy Clyro édite aussi une version acoustique de la chanson, tout comme la chanteuse italienne Neja l'a fait pour son album Acousticlub, tandis que le groupe italien Vanilla Sky va dans le sens opposé et réalise une version punk de la chanson. Pour son premier album a.K.a. Cassandra, la chanteuse et actrice philippine KC Concepcion reprend la chanson en anglais tandis que Miss Ganda la chante elle en philippin (chanson intitulée Payong).
Le groupe pop punk All Time Low reprend la chanson pour la compilation Punk Goes Crunk sortie sous le label Fearless Records, et le groupe rock gallois Manic Street Preachers produit sa propre version d'Umbrella, qui est initialement enregistrée pour l'album NME Awards 2008. Produit à l'occasion des NME Awards en 2008 et Big Gig, cet album est donné gratuitement avec une boîte spécial souvenir et le numéro NME du 27 février. Deux versions supplémentaires (acoustique et mix Grand Slam) sont disponibles plus tard sur iTunes, et le trio sort Umbrella EP ; un clip de la reprise est disponible sur le site officiel du groupe. Le groupe pop rock britannique McFly interprète sa propre version du titre sur son Greatest Hits So Far Tour en 2007, et le groupe finnois de death metal mélodique Children of Bodom interprète une reprise en direct en 2008 au Wacken Open Air.
Il existe plusieurs versions mixées de la chanson. Le rappeur américain Lil Mama enregistre une version d'Umbrella dans laquelle il remplace le couplet rap de Jay-Z. Un article du magazine Blender, qui rejette la version de Jay-Z, en disant : « Lil Mama semble actuellement comprendre les thèmes métaphoriques de la chanson sur la protection et la loyauté ». Le batteur Travis Barker remixe la chanson, sur un instrumental Rock. Le chanteur Chris Brown crée une chanson en forme de réponse intitulée Cinderella qui remplace certains couplets et parties du refrain par ses propres paroles ; cette version est un remix officiel. Brown l'interprète aussi en duo avec Rihanna quand il la rejoint dans sa tournée en 2008 dans la région Asie-Pacifique.
Umbrella est également reprise par le groupe italien Vanilla Sky en 2007. Bien qu'il n'y est qu'une seule version, elle sort trois fois sous des formes différentes : la première sur le MySpace du groupe, la seconde en single sous le label Universal Music et la dernière comme piste bonus de l'album Changes Edizione Speciale. Les membres réalisent un clip qui est une parodie de l'original.
Le groupe rockabilly The Baseballs reprend Umbrella en 2009. Leur version, de style rock indépendant, sort en single le 1er mai 2009 sous le label Warner Bros. Records avec une reprise de Bleeding Love en face B. Le single connaît un succès dans certains pays d'Europe et se classe dans leurs hits-parades,,,,,,,.
En novembre 2007, Nicole Parker et Keegan-Michael Key de MADtv, qui représentent les candidats des primaires présidentielles du parti démocrate de 2008, respectivement Hillary Clinton et Barack Obama, interprètent une parodie d'Umbrella.
En août 2017, le groupe d'indie pop suédois Ember Island reprend Umbrella, Cette version est à son tour remixée à de multiples reprises, le groupe fournissant régulièrement les versions a cappella de ses chansons.

## Postérité

### «La malédiction de Rihanna»
La chanson est numéro un au Royaume-Uni et en Irlande, au moment où ces régions sont frappées par des inondations et de fortes pluies, ce qui laisse suggérer au magazine The Sun que ces deux évènements sont liés. Le média nomme plus tard cet événement la « malédiction de Rihanna ». La publication britannique déclare que le single apporte de mauvaises ondes au pays, et mentionne que la date du tournage du vidéoclip a eu lieu un vendredi 13, en ajoutant que c'est encore une coïncidence avec la malédiction supposée. Avant la sortie du single le 14 mai, la température à Londres est relativement élevée, atteignant les 20 °C. Toutefois, juste un jour après sa sortie, « des avertissements annonçant un temps violent font la une des journaux ». Un article de The Sun exhorte les lecteurs à participer à la campagne qui empêcherait Umbrella d'atteindre la première place du classement britannique, en leur indiquant plusieurs autres chansons à télécharger à la place.
Une situation similaire se produit en Nouvelle-Zélande, où la chanson est numéro un au début de l'hiver 2007 et alors que le pays connaît les plus fortes tempêtes de son histoire. Lors de ces conditions climatiques particulières, Taranaki, Tauranga et Auckland subissent des tornades et des inondations dans le district du Far North. Une fois qu'Umbrella est remplacée par une autre chanson en tête du classement néo-zélandais, le mauvais temps s'estompe en Nouvelle-Zélande, bien que la région de Hawke's Bay demeure encore orageuse.

### Culture pop
Avec le succès du single battant tous les records et les coïncidences rapportées par les médias avec les dégradations climatiques, l'équipe de commercialisation de Def Jam collabore avec la manufacture britannique de parapluies Totes. La société produit cinq types de parapluies pour Rihanna, avec un parapluie de couleur satin que Rihanna montre au public lors de son interprétation aux MTV Movie Awards en 2007. Même si elle est fabriquée par une entreprise britannique, la collection est disponible seulement pour les résidents des États-Unis en ligne sur le site de la compagnie.

### Jeux vidéo
Umbrella est choisie pour les jeux vidéo de type karaoké SingStar Pop Volume 2 et Lips, les deux jeux étant accompagnés du vidéoclip de la chanson. Une reprise du titre est aussi présente dans Dance Dance Revolution Hottest Party 2 et dans Just Dance 4 comme piste jouable.

## Interprétations scéniques
Rihanna interprète Umbrella durant les MTV Movie Awards le 3 juin 2007. Au Royaume-Uni, elle chante le titre sur GMTV et Brit Awards en 2008. Elle le reprend aussi durant ses sessions AOL. Elle interprète Umbrella en France pour Star Academy. Umbrella est ajoutée à la programmation de son The Good Girl Gone Bad Tour où elle la chante comme dernière partie du rappel. Elle ré-utilise la chanson pour la quatrième partie du rappel de son Last Girl on Earth Tour.

## Liste des pistes
| - CD single promotionnel aux États-Unis 1. Umbrella avec Jay-Z (Radio Edit) - 4:14 2. Umbrella (Sans Rap Edit) - 4:00 - CD single en Australie et en Europe 1. Umbrella (Radio Edit) - 4:14 2. Umbrella (Seamus Haji et Paul Emanuel Radio Edit) - 3:59 EU Maxi CD single amélioré 1. Umbrella (Radio Edit) - 4:14 2. Umbrella (Remix Seamus Haji et Paul Emanuel) - 4:01 3. Umbrella (Remix The Lindbergh Palace) - 7:54 4. Umbrella (Vidéo Améliorée) - Vinyle 45 tours aux États-Unis A. Umbrella (Radio Edit) - 4:14 B. Umbrella (Radio Instrumentale) - 4:17 - Vinyle 45 tours en Europe A. Umbrella (Remix Seamus Haji et Paul Emanuel) - 4:01 B1. Umbrella (Radio Edit) - 4:14 B2. Umbrella (Instrumentale) - 4:37 | - CD single promotionnel aux États-Unis et au Brésil - Remixes 1. Umbrella (Seamus Haji et Paul Emanuel Radio Edit) - 3:59 2. Umbrella (Jody Den Broeder Lush Radio Edit) - 4:42 3. Umbrella (Jody Den Broeder Destruction Radio Edit) - 4:25 4. Umbrella (The Lindbergh Palace Radio Edit) - 3:54 5. Umbrella (Remix Club Seamus Haji et Paul Emanuel) - 6:35 6. Umbrella (Remix Club Jody Den Broeder Lush) - 9:11 7. Umbrella (Remix Destruction Jody Den Broeder) - 7:57 8. Umbrella (Remix The Lindbergh Palace) - 7:54 9. Umbrella (Dub The Lindbergh Palace) - 6:46 - CD single promotionnel au Royaume-Uni - Remixes 1. Umbrella (Mix Club Seamus Haji et Paul Emanuel) - 6:35 2. Umbrella (Mix Club Jody Den Broeder Lush) - 9:11 3. Umbrella (Remix The Lindbergh Palace) - 7:54 4. Umbrella (Remix Destruction Jody Den Broeder) - 7:57 5. Umbrella (Dub The Lindbergh Palace) - 6:46 6. Umbrella (Seamus Haji et Paul Emanuel Radio Edit) - 3:59 7. Umbrella (The Lindbergh Palace Radio Edit) - 3:54 |

## Classements, certifications et successions
| Classement (2007)                       | Meilleure position |
| --------------------------------------- | ------------------ |
| Allemagne (Media Control AG)            | 1                  |
| Australie (ARIA)                        | 1                  |
| Autriche (Ö3 Austria Top 40)            | 1                  |
| Belgique (Flandre Ultratop 50 Singles)  | 1                  |
| Belgique (Wallonie Ultratop 50 Singles) | 3                  |
| Canada (Hot 100)                        | 1                  |
| Danemark (Tracklisten)                  | 1                  |
| Écosse (OCC)                            | 1                  |
| États-Unis (Hot 100)                    | 1                  |
| États-Unis (Dance Club Songs)           | 1                  |
| États-Unis (R&B/Hip-Hop Songs)          | 4                  |
| États-Unis (Pop Airplay)                | 2                  |
| États-Unis (Ringtones)                  | 3                  |
| Europe (Hot 100)                        | 1                  |
| Finlande (Suomen virallinen lista)      | 2                  |
| France (SNEP)                           | 6                  |
| Hongrie (Rádiós Top 40)                 | 1                  |
| Hongrie (Single Top 40)                 | 5                  |
| Irlande (IRMA)                          | 1                  |
| Italie (FIMI)                           | 3                  |
| Nouvelle-Zélande (RMNZ)                 | 1                  |
| Norvège (VG-lista)                      | 1                  |
| Pays-Bas (Single Top 100)               | 2                  |
| Royaume-Uni (UK Singles Chart)          | 1                  |
| Royaume-Uni (UK R&B Chart)              | 1                  |
| Russie (NFPP)                           | 2                  |
| Suède (Sverigetopplistan)               | 2                  |
| Suisse (Schweizer Hitparade)            | 1                  |
| Tchéquie (IFPI Rádio)                   | 2                  |
| Turquie (Billboard Top 20)              | 1                  |

| Classement (2007)              | Position |
| ------------------------------ | -------- |
| Allemagne                      | 5        |
| Australie                      | 3        |
| Autriche                       | 2        |
| Belgique (Flandre)             | 5        |
| Belgique (Wallonie)            | 10       |
| Finlande                       | 2        |
| France                         | 46       |
| Hongrie                        | 11       |
| Irlande                        | 2        |
| Italie                         | 11       |
| Nouvelle-Zélande               | 1        |
| Pays-Bas                       | 6        |
| Royaume-Uni                    | 2        |
| Suède                          | 9        |
| Suisse                         | 2        |
| États-Unis (Hot 100)           | 2        |
| États-Unis (R&B/Hip-Hop Songs) | 39       |
| États-Unis (Pop 100)           | 4        |

| Classement (années 2000)       | Position |
| ------------------------------ | -------- |
| Allemagne (Media Control AG)   | 72       |
| Royaume-Uni (UK Singles Chart) | 33       |
| États-Unis (Hot 100)           | 57       |
| États-Unis (Radio Songs)       | 75       |
| États-Unis (Digital Songs)     | 27       |
| États-Unis (Ringtones)         | 29       |

### Certifications
| Pays             | Certification | Ventes    |
| ---------------- | ------------- | --------- |
| Allemagne        | Platine       | 300 000   |
| Australie        | Platine       | 70 000    |
| Belgique         | Platine       | 40 000    |
| Canada           | 7 × Platine   | 280 000   |
| Danemark         | 2 × Platine   | 120 000   |
| Espagne          | 8 × Platine   | 320 000   |
| Finlande         | Platine       | 20 000    |
| Nouvelle-Zélande | Platine       | 15 000    |
| Royaume-Uni      | Platine       | 600 000   |
| Suisse           | Or            | 15 000    |
| États-Unis       | 3 × Platine   | 3 600 000 |

## Compléments